# Kanton Guilherand-Granges
Der Kanton Guilherand-Granges ist ein französischer Wahlkreis im Département Ardèche in der Region Auvergne-Rhône-Alpes. Er umfasst fünf Gemeinden im Arrondissement Tournon-sur-Rhône. Durch die landesweite Neuordnung der französischen Kantone wurde er 2015 neu geschaffen.

## Gemeinden
Der Kanton besteht aus fünf Gemeinden mit insgesamt 22.486 Einwohnern (Stand: 1. Januar 2022) auf einer Gesamtfläche von 57,34 km²:
| Gemeinde                  | Einwohner 1. Januar 2022 | Fläche km² | Dichte Einw./km² | Code INSEE | Postleitzahl |
| ------------------------- | ------------------------ | ---------- | ---------------- | ---------- | ------------ |
| Châteaubourg              | 232                      | 4,27       | 54               | 07059      | 07130        |
| Cornas                    | 2.397                    | 8,33       | 288              | 07070      | 07130        |
| Guilherand-Granges        | 11.277                   | 6,55       | 1.722            | 07102      | 07500        |
| Saint-Péray               | 7.591                    | 24,05      | 316              | 07281      | 07130        |
| Saint-Romain-de-Lerps     | 989                      | 14,14      | 70               | 07293      | 07130        |
| Kanton Guilherand-Granges | 22.486                   | 57,34      | 392              | 0707       | –            |

## Politik
| Vertreter im Departementrat | Vertreter im Departementrat  | Vertreter im Departementrat |
| Amtszeit                    | Namen                        | Partei                      |
| --------------------------- | ---------------------------- | --------------------------- |
| 2015–                       | Jacques Dubay Sylvie Gaucher | UDI                         |